# Goran Perkovac
Goran Perkovac, född 16 september 1962 i Slatina, SFR Jugoslavien (nu Kroatien), är en kroatisk-schweizisk handbollstränare och tidigare handbollsspelare (vänsternia), som tävlade för Jugoslavien. Han har rekordet för flest mål i den schweiziska ligan genom tiderna, 2 637 mål på 359 matcher (7,3 mål/match).
Som spelare var han med och tog OS-brons 1988 i Seoul för Jugoslavien och OS-guld 1996 i Atlanta för Kroatien.
Från februari 2023 till februari 2024 var Perkovac förbundskapten för Kroatiens herrlandslag.

## Klubbar som spelare
- RK Medveščak (–1989)
- BSV Borba Luzern (1989–1996)
- TV Suhr (1996–2001)
- Pfadi Winterthur (2001–2003)

## Tränaruppdrag
- Kroatien (2023–2024)